# Horror (género)

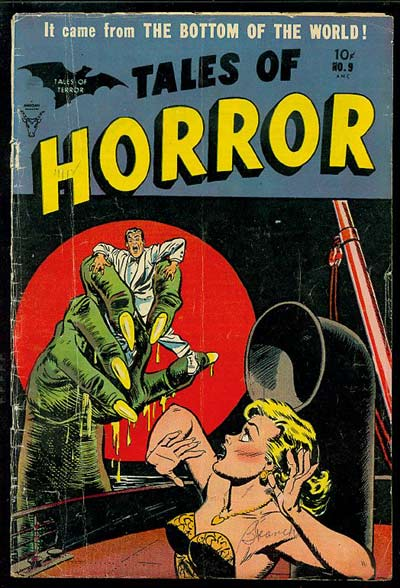
Tales of Horror número 9, (febrero de 1954)

El horror o terror es un género literario que se define por la sensación que causa: miedo. Nöel Carroll en su libro The Philosophy of Horror explica que la característica más importante del género horror es el efecto del que se causa en la audiencia, el horror necesariamente debe provocar miedo en el espectador.

## Diferencia entre horror, terror y repulsión
Algunos teóricos distinguen entre el horror y el terror afirmando que el primero provoca sensaciones físicas y el segundo ideas y pensamientos en la audiencia o persona receptora que ve, lee o simplemente escucha la historia. Noël Carroll en su libro The Philosophy of Horror explica:

Existe la tentación de seguir el ejemplo de los defensores de la ciencia ficción y de marcar una distinción entre el género del horror y los demás géneros argumentando que las novelas, cuentos, películas, obras de teatro, etc. de horror se caracterizan por la presencia de monstruos. Para nuestros propósitos, los monstruos pueden ser de cualquier origen, ya sea sobrenatural o ciencia ficcional (creación humana).

Carroll distingue entre el horror y el terror tomando en cuenta especialmente una característica: la presencia de un monstruo. El horror, siempre incluye a una criatura que trasgrede de cierta manera las reglas o convenciones del mundo diegético en que es situado. Mientras que el terror no necesita un monstruo, puede ser un humano el responsable de los hechos que nos aterrorizan.
En el libro, Stephen King explica que las obras del género del horror pueden funcionar en tres niveles. Los primeros dos niveles son el horror - causa sensaciones físicas - y el terror, que tiene más que ver con ideas y especulación, sin tener algo seguro a lo cual temer. En un principio, King denomina estos dos niveles como “gross-out” y dance level. Su tercer nivel es la repulsión. Ésta es el nivel más bajo del género del horror, donde encontramos demasiada sangre y trozos de cuerpos humanos. King no proporciona una definición precisa, sino que ejemplifica con películas y novelas que de acuerdo con él se desarrollan en el tercer nivel del género del horror. Uno de sus ejemplos es “Foul Play” de “The Crypt of Terror”, historia donde Herbie Satten, un pitcher, es castigado brutalmente por la comunidad por haber envenenado a otro jugador. Al final de la historia resulta evidente que se desarrolla en el tercer nivel del género del horror, ya que el último partido se juega con el cadáver del pitcher:

«El bateador se encuentra de pie sobre la caja de bateo y en lugar de empuñar un bate de Louisville, se sirve de una de las piernas de Herbie. El lanzador está sosteniendo una cabeza humana grotescamente mutilada y se prepara  para lanzarla. La cabeza, de la que cuelga un ojo sostenido por su nervio óptico, se ve como si ya hubiera sido utilizada para un par de cuadrangulares […].»

## Historia

### Antecedentes
Desde que existe el ser humano existe el miedo, uno de los sentimientos más fuertes, y por lo tanto el horror y el terror. De acuerdo con H. P. Lovecraft: “El miedo es una de las emociones más antiguas y poderosas de la humanidad, y el miedo más antiguo y poderoso es el temor a lo desconocido”. En el primer capítulo de su libro The Supernatural Horror in Literature (El horror sobrenatural en la literatura), Lovecraft explica que lo desconocido era para nuestros antepasados una gran amenaza, ya que fenómenos como los climáticos, los cuales no entendían, les podían ocasionar grandes desgracias. Por esta razón, lo desconocido se volvió, en palabras de Lovecraft: “una fuente terrible y omnipotente de desgracias y de bendiciones que azotaban a la humanidad por motivos tan inescrutables como absolutamente extraterrenales”. Los mitos y leyendas que tratan temas de horror son antecedentes al género del horror.

#### Gótico
Otro de los antecedentes de este género lo podemos encontrar en el gótico, el cual inició con la novela de Horace Walpole The Castle of Otranto (El castillo de Otranto). Este género es tan cercano al del horror que algunos autores, como Lovecraft, incluso lo consideran el inicio del género. Lovecraft enumera las convenciones góticas respecto a personajes y lugares de esta manera:

Los elementos constitutivos de las novelas góticas son: el castillo antiguo, con grandes jardines y parajes desolados, catacumbas ocultas y una multitud de fantasmas, cada uno con sus propias características que producen miedo. Además, las novelas góticas presentan al tiránico y malvado noble como villano; la delicada y frágil doncella en el papel de heroína, que es testigo de la mayor cantidad de eventos horríficos y con la cual los lectores se identifican y simpatizan; el glorioso y valiente héroe, siempre de familia noble pero usualmente disfrazado como plebeyo; la convención de otorgar nombres extranjeros —usualmente de origen italiano— a los personajes; y toda una serie de elementos extraños […].

#### Época Victoriana
Las convenciones góticas antes mencionadas son importantes porque algunas de ellas las encontraremos presentes en otro de los antecedentes del horror: los textos escritos durante la época victoriana. En estos textos se suscitó un cambio respecto a los lugares donde se llevaba a cabo la historia de horror. En el artículo “Introduction to Victorian Gothic”, de Charlotte Barett, leemos:

Durante la época victoriana, se dejaron de escribir obras góticas como tal, sin embargo, las convenciones góticas utilizadas durante el inicio del siglo XVIII fueron modificadas para utilizarse a finales de siglo XIX. Como ejemplo, varias convenciones góticas utilizadas en la novela Los misterios de Udolfo escrita por Ann Radcliffe se retomaron en las obras literarias de finales del siglo XIX. Algunas de estas convenciones fueron: el horror psicológico y físico; lo sobrenatural, la locura y las maldiciones heredadas de los antepasados.

### El inicio del género: Frankensteinn
Todavía podemos encontrar convenciones góticas, como las mencionadas tanto por Lovecraft como por Barrett, en textos ya considerados como parte del género del horror, lo que contribuye a que sea tan difícil saber dónde comienza el horror y donde acaba el gótico. Carroll habla de una obra en específico con la que él cree que se inició el género del horror: Frankenstein.
Después de hablar del gótico, Lovecraft menciona algunos autores que considera importantes para la historia del género del horror. Entre ellos está Théophile Gautier, en cuya obra encontramos, de acuerdo con Lovecraft, “la percepción distorsionada, auténticamente francesa, del mundo; y el misterio fantasmagórico, que aunque no siempre se utiliza, puede ser reconocido como algo innovador y profundo”. Otro nombre importante es el de Edgar Allan Poe. Lovecraft explica que durante la década de los años treinta del siglo XIX los cuentos cobran mayor popularidad, tanto en el Viejo Continente como en el nuevo y considera que la popularidad adquirida se debe en gran parte a Edgar Allan Poe ; en el capítulo siete de Supernatural Horror in Literature (Horror sobrenatural en la literatura) leemos: “Los americanos tenemos la buena suerte de poder reclamar como propio ese despertar, ya que estuvo encarnado en la figura de nuestro más ilustre y desventurado compatriota, Edgar Allan Poe.” Lovecraft se detiene a hablar con mayor detalle de Edgar Allan Poe e incluso le dedica un capítulo entero, en el que nos explica que existen distintos tipos de historia de horror entre los cuentos que Poe escribió.

### SigloXX
El género del horror ha tenido ciclos de popularidad, según Stephen King, estos se dan cada diez o veinte años. En su libro Danse Macabre (Danza macabra) se lee: “Estos períodos parecen siempre coincidir con períodos de desequilibrio económico y político; los libros y películas parecen reflejar esas inquietudes que flotan libremente —a falta de un mejor término— que acompañan esos períodos de tensión, graves pero no mortales".
King señala que uno de estos periodos de popularidad se dio durante la década de los treinta con el surgimiento de los “Shudder Pulps”, cómics que incluían escenas violentas e incluso de tortura. Según King, una década más tarde y hasta aproximadamente 1955 realmente hubo pocas obras del género, sin embargo, esto no significa que no se produjeron obras de calidad como: Shrinking Man (El increíble hombre menguante) de Richard Matheson y Edge of Running Water de William Sloane. Estas novelas tuvieron como función impedir que el público olvidara la existencia del género del horror. Fue alrededor de 1955 cuando el género del horror regresó a escena con su aparición en televisión, lo cual le aseguró popularidad y ganancias para los creadores de la compañía llamada American-International Pictures. Esta compañía se dedicó a la producción de obras de horror con gran éxito, algunas de sus películas son: Boxcar Bertha, Bloody Mama, Dragstrip Girl, The Trip, Dillinger y Beach Blanket Bingo.

## Los monstruos
La presencia de una criatura monstruosa es una característica muy importante del género del horror. En The Philosophy of Horror, de Nöel Carroll, se explica qué características debe tener el monstruo para ser considerado un monstruo del género del horror. Se lee: “Lo que parece diferenciar las historias de horror de las simples historias con monstruos, como los mitos, es la actitud que los personajes de la historia tienen respecto a los monstruos. En una obra de horror, los personajes perciben al monstruo como seres que perturban el orden regular de la naturaleza.” Entonces, el monstruo del género del horror se caracteriza por la actitud que toman los personajes respecto a él, es percibido como algo antinatural en un mundo que, de otra manera, sería completamente igual al nuestro. Esta distinción sirve para diferenciar los monstruos del género del horror con los monstruos de otros géneros. Con los monstruos del género del horror jamás sucedería que su presencia sea aceptable, ellos trasgreden las reglas o convenciones del mundo diegético en el que son situados. Otra característica que Carroll incluye en su definición de monstruo perteneciente al género del horror es que este debe representar una amenaza mortal para los personajes, de nuevo en The Philosophy of Horror se lee: “Estas violaciones a la naturaleza son tan excesivas y repugnantes que frecuentemente hacen pensar a los personajes que tan sólo el contacto físico con una de estas criaturas sería mortal”. Entonces, un monstruo del género del horror debe causar aversión en los personajes, quienes no lo consideran parte natural del mundo, y debe representar una amenaza mortal.

### Monstruos arquetípicos
Resulta imposible pensar en el género sin que por lo menos nos venga a la mente uno de estos tres personajes: la criatura de Frankenstein, el conde Drácula y la dicotomía del Dr. Jekyll y Mr. Hyde. De acuerdo con Stephen King, en el capítulo “Tales of the Tarot” de Danse Macabre (Danza macabra), el horror no puede ser entendido en el período de 1950 -1980 sin entender los tres libros de dónde surgen los personajes antes mencionados.
King menciona que es importante hablar de estos personajes porque se encuentran dentro de lo que Burt Hatlen llama “the myth-pool”, que describe de la siguiente manera: «el conocimiento de la ficción literaria en el que todos, incluso los no lectores o aquellos que no ven películas, nos hemos sumergido».
Los monstruos arquetípicos conforman modelos a seguir para las obras posteriores del género. King menciona: “El tema no termina con la criatura sin nombre, el vampiro y el hombre lobo; hay muchos otros monstruos escondidos entre las sombras. Pero estos tres están presentes en gran parte de la ficción del horror moderna”. Sin embargo en su libro Danse Macabre (Danza macabra) solamente explica esos tres monstruos.

#### La criatura de Frankenstein
La idea del monstruo sin nombre ha sido una constante en las obras de horror. King expresa que si la idea se ha mantenido es gracias al constante eco que se ha hecho de ella, principalmente por la industria cinematográfica. En Danse Macabre (Danza macabra) leemos: «Obviamente las películas han sido un buen espacio para los ecos culturales… tal vez porque, tanto hablado de ideas como de acústica, el mejor lugar para crear un eco es un gran espacio vacío. Los libros nos ofrece ideas; las películas las sustituyen por emoción visceral». En otras palabras, estos monstruos forman parte del conocimiento popular, cualquier persona sabe quiénes son, aunque no necesariamente haya obtenido el conocimiento de la fuente directa (el libro) y es incluso posible que la información que tenga no sea tal y como está expresada en el libro. Como ejemplo, King menciona el caso de la criatura de Frankenstein. La mayoría de las personas saben que existe y conocen a grandes rasgos la historia; pero muchos confunden al creador con la criatura: creen que Frankenstein es la criatura cuando de hecho el monstruo no tiene nombre y Frankenstein es el apellido del doctor que lo creó.
La idea que la mayoría de las personas tiene de la criatura de Frankenstein: “the square head, the dead-white, sligtly concave brow, the scars, the bolts, the heavy eyelids” no es aquella que se describe en el libro de Mary Shelley, sino como nos dice King unas líneas más adelante, la idea popular es más bien la cinematográfica, la creada por Jack Pierce.
Con las adaptaciones cinematográficas también cambió la forma en la que se presentaba la criatura, mientras que en el libro ésta leía, sentía y era capaz de desarrollar pensamientos profundos, en las versiones cinematográficas carece de inteligencia y parece actuar guiado solamente por la maldad. En la novela las acciones de la criatura son únicamente reacciones ante la crueldad de Víctor Frankenstein, quién lo crea para después abandonarlo y desear que muera. Literatura y cine presentan versiones diferentes de la criatura pero ésta sigue siendo un monstruo arquetípico, forma parte del conocimiento popular.

#### El Conde Drácula
Según King las obras del género del horror pueden dividirse en dos grandes categorías: «aquellas en las que el horror resulta de un acto libre y consciente —la voluntad de realizar el mal— y aquellas en las que el horror está predestinado, viene desde fuera como un rayo». Mientras que el horror descrito en Frankenstein es del primer tipo, ya que Victor Frankenstein participa activamente en su desgracia, el horror que encontramos en Dracula (Drácula) es del segundo, ya que los personajes, incluso el conde, no son responsables de lo que está sucediendo.

«La maldad del Conde parece estar completamente predestinada; el hecho de que llegue a Londres con sus “millones y millones” no tiene que ver con maldad propia. La visita de Harker al castillo de Drácula no es el resultado de pecado o maldad; tiene que ir porque su jefe se lo pidió. De igual manera, Lucy Westenra no buscó su muerte. Su encuentro con Drácula en el cementerio de Whitby es equivalente a ser alcanzado por un rayo mientras se juega al golf. Nada en su vida justifica lo que Van Helsing y su prometido le hacen —clavarle una estaca en el corazón, cortarle la cabeza y llenarle la boca de ajo—.»

El conde Drácula como personaje representa la sensación de no tener el control y los miedos con respecto a la sexualidad. Los personajes dentro de la historia no son responsables de sus actos, existe una fuerza externa que parece controlar el desarrollo de la trama. El Conde se alimenta solamente de mujeres, y las mujeres que habitan en el castillo se alimentan solamente de hombres y niños; los monstruos se alimentan del sexo contrario, como si se tratara de una relación sexual. Esta relación sexual se caracteriza porque uno de los participantes se encuentra completamente bajo el control del otro, no es capaz de ejercer su voluntad, entonces podemos entender esta relación sexual como una violación: «el primer violador es el Vampiro, sustrae no sólo favores sexuales sino la vida misma». En el caso del conde Drácula el arquetipo es el de un ser que bebe sangre humana y no le interesa matar para obtenerla. Representa análogamente una relación sexual moralmente incorrecta y la perversión de los inocentes.

#### La dicotomía de Dr. Jekyll y Mr. Hyde
Podemos entender esta dicotomía como si se tratara de un hombre lobo. Para King el hombre lobo no tiene necesariamente que verse como un lobo cuando se transforma, sino que tiene que comportarse como tal, en el sentido de ser ajeno a las reglas sociales de buena conducta. Por un lado tenemos la parte racional, la cual está interesada en elevar el espíritu y mejorar intelectualmente, Dr. Jekyll; y por otro lado nos encontramos con la parte instintiva a la que no le interesa más que la satisfacción física, Mr. Hyde. Aunque podemos ver al hombre lobo literalmente como un hombre que se transforma en un lobo, también podemos entenderlo como esta contraposición entre cuerpo y espíritu.
Esta dualidad entre instinto y razón nos recuerda a la idea de superego e identidad de Freud:

«El extraño caso del doctor Jekyll y el señor Hyde fue publicada aproximadamente tres décadas antes de que las ideas de Sigmund Freud empezaran a comentarse, pero en las primeras dos secciones de la novela de Stevenson, el autor hace una maravillosa metáfora acerca de las ideas freudianas del inconsciente.»

Encontramos en la dicotomía entre instinto y razón otro arquetipo de monstruo del género del horror. La dualidad presente en Dr. Jekyll y Mr. Hyde es descrita por King como: «la división entre lo Apolíneo (la criatura del intelecto, la moral y la nobleza, "siempre elevando su condición") y lo Dionisíaco (dios de las celebraciones y placeres físicos; el lado animal de la naturaleza humana)». También se nos menciona que este arquetipo de monstruo lo encontramos presente en novelas posteriores a The Strange Case of Dr. Jekyll and Mr. Hyde (El extraño caso del doctor Jekyll y el señor Hyde) como Psycho (Psicosis), The Scarf y The Deadbeat. En Danse Macabre (Danza macabra)se lee: «Las novelas exploran las ideas del protagonista como el antihéroe; y señalan como conflicto central la dicotomía apolínea/dionisíaca; por lo tanto se convierten en [novelas] de hombres lobos».
Las adaptaciones que ha sufrido la idea incluida en The Strange Case of Dr. Jekyll and Mr. Hyde (El extraño caso del doctor Jekyll y el señor Hyde) son similares a las del caso de la criatura de Frankenstein. La representación actual de estos dos monstruos poco tiene que ver con cómo fueron descritos en las novelas originales, sino que son ideas y representaciones creadas por la industria cinematográfica. Ha sido gracias a la industria cinematográfica que los monstruos presentados en las novelas se han convertido en monstruos arquetípicos. Ha sido el cine el eco necesario para que Frankenstein, el Conde Drácula y la dicotomía entre Dr. Jekyll y Mr. Hyde hayan sido incluidos en “the myth-pool” del que se ha hablado anteriormente. Los libros generaron la idea, pero fue el cine el encargado de difundirla y adaptarla a las necesidades del público contemporáneo.
El miedo al hombre lobo es el miedo a la posibilidad de que seamos nosotros aquello a lo que tememos, como vemos en el caso de Dr. Jekyll, quien terminó convirtiéndose en su parte más primitiva y siendo él mismo el agente de su destrucción. En el caso de The Strange Case of Dr. Jekyll and Mr. Hyde (El extraño caso del doctor Jekyll y el señor Hyde) nuevamente encontramos una historia del tipo consciente, Dr. Jekyll es quien inventa el suero que lo trasforma en Mr. Hyde y actúa por voluntad propia, de manera libre, sin que exista una fuerza más poderosa de por medio.

## Relación con otros géneros
Al igual que casi todos los demás géneros muy populares, el horror tiende a mezclarse mucho con otros géneros y a pedir prestadas convenciones de otros géneros, como, por ejemplo, el romance o la aventura. Esto se debe principalmente a dos características del género: su flexibilidad en cuanto a fórmula o estructura y su capacidad para funcionar como modo.
El horror es un género cuyo interés principal es provocar una emoción en el espectador: miedo. Una historia de amor como las que nos cuentan los romances nos podría parecer un poco fuera de lugar en una historia cuyo principal objetivo es asustar, sin embargo existen muchos ejemplos de historias de horror que utilizan convenciones del romance. Dracula (Drácula), por ejemplo, aunque se trata de una historia en la que la principal preocupación es matar al vampiro, también incluye dos historias de amor: la de Mina y Jonathan; y la de Lucy y Arthur. Así mismo, podemos encontrar muchos elementos de la ciencia ficción en las historias de horror; de hecho, estos dos géneros son tan parecidos en algunos sentidos que existen obras que están catalogadas en ambos géneros, como Frankenstein.
La distinción en el modo y el género muchas veces es tan sutil que es difícil diferenciar entre, por ejemplo, una historia perteneciente al género del horror y una historia del género de aventura que además utiliza elementos del horror. Por todas estas razones es que los géneros populares se mezclan tanto unos con otros y crean combinaciones que resultan en subgéneros con características de más de un género, como ejemplo: dark fantasy (fantasía oscura) o romantic suspense (suspenso romántico).